# کشتی راهنما (فیلم ۱۹۸۵)
کشتی راهنما (انگلیسی: The Lightship) یک فیلم درام آمریکایی به کارگردانی یژی اسکولیموفسکی است که در سال ۱۹۸۵ منتشر شد.

## گزیدهٔ بازیگران
- رابرت دووال
- کلاوس ماریا برانداور
- آرلیس هاوارد
- ویلیام فورسایت
- تام باور
- رابرت کوستانزو
- تیم فیلیپس
- مایکل لیندون